# Per Dalgaard Christiansen
Per Dalgaard Christiansen (født 17. februar 1944 i Aarhus) er en dansk politiker som har repræsenteret Dansk Folkeparti i Folketinget fra 2001 til 2005 og igen fra 19. juni 2009.

## Biografi fra Folketingets hjemmeside
Dalgaard Christiansen, Per, iltmontør, 8550 Ryomgaard.
Dansk Folkeparti – Medlem af Folketinget for Århus Amtskreds fra 20. november 2001 til 8. februar 2005.
Født 17. febr. 1944 i Aarhus, søn af Gunnar Dalgaard Christiansen og Viola Addin Christiansen.
Folkeskolen, 8. kl., Herning Højskole. Pladesmed 1964. Teknisk forberedelseseksamen, Aarhus Teknikum 2 1/2 år, 1972. Edb-kurser IBM og Digital 1980. Datanom 1983, Århus Købmandsskole 1988.
Teknisk assistent, Thrige Titan, Odense 1973-78, implementeringskonsulent, DataInform Århus 1978-80, Systemplanlægger, Bang & Olufsen, Struer 1980-83. Systemchef, Scandia Randers 1983-86. Selvstændig edb-softwareudvikler, Århus 1986-91. Netværksadministrator, Falcks Redningskorps, Aarhus 1991-97. Iltmontør, Falck Medico Århus 1997-2001.
Lokalformand for Dansk Folkeparti i Ebeltoft, Midtdjurs og Rougsø kommuner fra marts 1998. Amtsformand i Århus Amt fra april 2000. Byrådsmedlem i Midtdjurs Kommune fra 2002. Politisk valgt i VUC-centerrådet på Djursland fra april 1998.
Valgt til Midtdjurs Kommunalbestyrelse 2. november 2001. Medl. af økonomiudvalget og voksenudvalget.
Valgt til Syddjurs Kommunalbestyrelse 15. november 2005.
Medlem af Familie- og Institutionsudvalget.
Partiets kandidat i Silkeborg fra 17. Aug. 1999. Kandidat i Hammelkredsen fra ultimo 2005.
Medlem af KL repræsentantskab fra maj 2006.
Medlem af midlertidig bestyrelse for VUC Djursland.
Personlig sup. for Aase D. Madsen i dansk/grønlandsk Fællesråd vedr. Mineralske Råstoffer i Grønland.
Medlem af Krogerup Højskoles repræsentantskab.